# 奥尔登·罗贝托
奥尔登·阿尔瓦罗·罗贝托（葡萄牙語：Holden Álvaro Roberto；1923年1月12日—2007年8月2日），安哥拉政治家，安哥拉民族解放阵线的创始人和领导人。